# Distrikt Sheema
Sheema ist ein Distrikt in Westuganda. Die Hauptstadt des Distrikts ist Kibingo.

## Lage
Der Distrikt Sheema grenzt im Norden an den Distrikt Buhweju, im Osten an den Distrikt Mbarara, im Süden an den Distrikt Ntungamo, im Südwesten an den Distrikt Mitooma und im Westen an den Distrikt Bushenyi. 

## Geschichte
Der Distrikt Sheema wurde durch ein Gesetz des ugandischen Parlaments ins Leben gerufen und am 1. Juli 2010 in gegründet. Zuvor war der Distrikt als Sheema County bekannt und Teil des Distrikts Bushenyi.

## Demografie
Die Bevölkerungszahl wird für 2020 auf 220.500 geschätzt. Davon lebten im selben Jahr 64,8 Prozent in städtischen Regionen und 35,2 Prozent in ländlichen Regionen.
| Zensusjahr | Einwohnerzahl |
| ---------- | ------------- |
| 1991       | 153.009       |
| 2002       | 180.234       |
| 2014       | 207.343       |

## Wirtschaft
Die Landwirtschaft ist die Hauptstütze der Wirtschaft des Distrikts, wie dies bei den meisten anderen Regionen des Landes der Fall ist. 